# Eliminatórias da Copa do Mundo FIFA de 2002 - África

África

As eliminatórias da África para a Copa do Mundo FIFA de 2002 foram realizadas pela Confederação Africana de Futebol (CAF), o órgão que regula o futebol na África. O continente foi representado na Copa do Mundo FIFA de 2002 por cinco das 32 seleções que disputaram a fase final do torneio.
No total 50 seleções participaram das eliminatórias, sendo que apenas o Burundi desistiu de participar da competição. Níger e Comores também não participaram, mas não por desistência.

## Processo de classificação

### Partidas eliminatórias
As 50 seleções foram divididas em 25 grupos de dois times com jogos de ida e volta. Os vencedores avançam para a fase de grupos.

### Fase de grupos
Nessa fase as 25 seleções classificadas da fase anterior são então distribuídas em 5 grupos de 5 times cada. Dentro de cada grupo, todos jogam contra todos em turno e returno. Os cinco vencedores de grupo são então alocados nas cinco vagas disponíveis para a Confederação nas finais da Copa do Mundo.

## Partidas eliminatórias

### Tabela
Divisão A
| Equipe 1     | Total | Equipe 2 | Ida | Volta |
| ------------ | ----- | -------- | --- | ----- |
| Mauritânia   | 1–5   | Tunísia  | 1–2 | 0–3   |
| Guiné-Bissau | 0–3   | Togo     | 0-0 | 0–3   |
| Cabo Verde   | 0–2   | Argélia  | 0-0 | 0–2   |
| Benin        | 1–2   | Senegal  | 1-1 | 0–1   |
| Gâmbia       | 0–3   | Marrocos | 0-1 | 0–2   |

Divisão B
| Equipe 1    | Total | Equipe 2      | Ida | Volta |
| ----------- | ----- | ------------- | --- | ----- |
| Madagascar  | 2–1   | Gabão         | 2–0 | 0–1   |
| Botsuana    | 0–2   | Zâmbia        | 0-1 | 0–1   |
| Suazilândia | 1–8   | Angola        | 0-1 | 1–7   |
| Lesoto      | 0–3   | África do Sul | 0-2 | 0–1   |
| Sudão       | 2–2*  | Moçambique    | 1-0 | 1–2   |

* O Sudão avançou para a fase final devido a regra do gol fora de casa.
Divisão C
| Equipe 1                  | Total | Equipe 2        | Ida | Volta |
| ------------------------- | ----- | --------------- | --- | ----- |
| São Tomé e Príncipe       | 2–4   | Serra Leoa      | 2–0 | 0–4   |
| República Centro-Africana | 1–4   | Zimbábue        | 0-1 | 1–3   |
| Ruanda                    | 2–4   | Costa do Marfim | 2-2 | 0–2   |
| Guiné Equatorial          | 2–5   | Congo           | 1-3 | 1–2   |
| Líbia                     | 4–3   | Mali            | 3-0 | 1–3   |

Divisão D
| Equipe 1  | Total | Equipe 2 | Ida    | Volta |
| --------- | ----- | -------- | ------ | ----- |
| Djibuti   | 2–10  | RD Congo | 1–1    | 1–9   |
| Seicheles | 1–4   | Namíbia  | 1-1    | 0–3   |
| Eritreia  | 0–4   | Nigéria  | 0-0    | 0–4   |
| Somália   | 0–6   | Camarões | 0-3**  | 0–3   |
| Maurício  | 2–6   | Egito    | 0-2*** | 2–4   |

** A partida foi disputada em Camarões devido a situação política da Somália.

*** A partida foi disputada no Egito.
Divisão E
| Equipe 1 | Total | Equipe 2     | Ida | Volta |
| -------- | ----- | ------------ | --- | ----- |
| Malaui   | 2–0   | Quênia       | 2–0 | 0–0   |
| Tanzânia | 2–4   | Gana         | 0-1 | 2–3   |
| Uganda   | 4–7   | Guiné        | 4-4 | 0–3   |
| Etiópia  | 2–4   | Burkina Faso | 2-1 | 0–3   |
| Chade    | 0–1   | Libéria      | 0-1 | 0–0   |

## Fase final
As 25 seleções classificadas da fase anterior foram distribuídos em 5 grupos de 5 seleções cada. Dentro de cada grupo, todos jogam contra todos em turno e returno. Os vencedores de cada grupo receberão as vagas para as finais da Copa do Mundo.

### Grupo 1
| Pos. | Equipe   | J | V | E | D | GP | GC | SG  | Pts |
| ---- | -------- | - | - | - | - | -- | -- | --- | --- |
| 1    | Camarões | 8 | 6 | 1 | 1 | 14 | 4  | 10  | 19  |
| 2    | Angola   | 8 | 3 | 4 | 1 | 11 | 9  | 2   | 13  |
| 3    | Zâmbia   | 8 | 3 | 2 | 3 | 14 | 11 | 3   | 11  |
| 4    | Togo     | 8 | 2 | 3 | 3 | 10 | 13 | -3  | 9   |
| 5    | Líbia    | 8 | 0 | 2 | 6 | 7  | 19 | -12 | 2   |

|          | CMR | ANG | ZAM | TOG | LYB |
| -------- | --- | --- | --- | --- | --- |
| Camarões |     | 3-0 | 1-0 | 2-0 | 1-0 |
| Angola   | 2-0 |     | 2-1 | 1-1 | 3-1 |
| Zâmbia   | 2-2 | 1-1 |     | 2-0 | 2-0 |
| Togo     | 0-2 | 1-1 | 3-2 |     | 2-0 |
| Líbia    | 0-3 | 1-1 | 2-4 | 3-3 |     |

### Grupo 2
| Pos. | Equipe     | J | V | E | D | GP | GC | SG  | Pts |
| ---- | ---------- | - | - | - | - | -- | -- | --- | --- |
| 1    | Nigéria    | 8 | 5 | 1 | 2 | 15 | 3  | 12  | 16  |
| 2    | Libéria    | 8 | 5 | 0 | 3 | 10 | 8  | 2   | 15  |
| 3    | Sudão      | 8 | 4 | 0 | 4 | 8  | 10 | 2   | 12  |
| 4    | Gana       | 8 | 3 | 2 | 3 | 10 | 9  | 1   | 11  |
| 5    | Serra Leoa | 8 | 1 | 1 | 6 | 2  | 15 | -13 | 4   |

|            | NGA | LIA | SUD | GHA | SLE |
| ---------- | --- | --- | --- | --- | --- |
| Nigéria    |     | 2-0 | 3-0 | 3-0 | 2-0 |
| Libéria    | 2-1 |     | 2-0 | 1-2 | 1-0 |
| Sudão      | 0-4 | 2-0 |     | 1-0 | 3-0 |
| Gana       | 0-0 | 1-3 | 1-0 |     | 5-0 |
| Serra Leoa | 1-0 | 0-1 | 0-2 | 1-1 |     |

### Grupo 3
| Pos. | Equipe   | J | V | E | D | GP | GC | SG  | Pts |
| ---- | -------- | - | - | - | - | -- | -- | --- | --- |
| 1    | Senegal  | 8 | 4 | 3 | 1 | 14 | 2  | 12  | 15  |
| 2    | Marrocos | 8 | 4 | 3 | 1 | 8  | 3  | 5   | 15  |
| 3    | Egito    | 8 | 3 | 4 | 1 | 16 | 7  | 9   | 13  |
| 4    | Argélia  | 8 | 2 | 2 | 4 | 11 | 14 | -3  | 8   |
| 5    | Namíbia  | 8 | 0 | 2 | 6 | 3  | 26 | -23 | 2   |

|          | SEN | MAR | EGY | ALG | NAM |
| -------- | --- | --- | --- | --- | --- |
| Senegal  |     | 1-0 | 0-0 | 3-0 | 4-0 |
| Marrocos | 0-0 |     | 1-0 | 2-1 | 3-0 |
| Egito    | 1-0 | 0-0 |     | 5-2 | 8-2 |
| Argélia  | 1-1 | 1-2 | 1-1 |     | 1-0 |
| Namíbia  | 0-5 | 0-0 | 1-1 | 0-4 |     |

### Grupo 4
| Pos. | Equipe          | J | V | E | D | GP | GC | SG  | Pts |
| ---- | --------------- | - | - | - | - | -- | -- | --- | --- |
| 1    | Tunísia         | 8 | 6 | 2 | 0 | 23 | 4  | 19  | 20  |
| 2    | Costa do Marfim | 8 | 4 | 3 | 1 | 18 | 8  | 10  | 15  |
| 3    | R.D. do Congo   | 8 | 3 | 1 | 4 | 7  | 16 | -9  | 10  |
| 4    | Madagascar      | 8 | 2 | 0 | 6 | 5  | 15 | -10 | 6   |
| 5    | Congo           | 8 | 1 | 2 | 5 | 5  | 15 | -10 | 5   |

|                 | TUN | CIV | RDC | MAD | CON |
| --------------- | --- | --- | --- | --- | --- |
| Tunísia         |     | 1-1 | 6-0 | 1-0 | 6-0 |
| Costa do Marfim | 2-2 |     | 1-2 | 6-0 | 2-0 |
| RD Congo        | 0-3 | 1-2 |     | 1-0 | 2-0 |
| Madagascar      | 0-2 | 1-3 | 3-0 |     | 1-0 |
| Congo           | 1-2 | 1-1 | 1-1 | 2-0 |     |

### Grupo 5
| Pos. | Equipe         | J | V | E | D | GP | GC | SG | Pts |
| ---- | -------------- | - | - | - | - | -- | -- | -- | --- |
| 1    | África do Sul  | 6 | 5 | 1 | 0 | 10 | 3  | 7  | 16  |
| 2    | Zimbabwe       | 6 | 4 | 0 | 2 | 7  | 5  | 2  | 12  |
| 3    | Burquina Fasso | 6 | 1 | 2 | 3 | 7  | 8  | -1 | 5   |
| 4    | Malawi         | 6 | 0 | 1 | 5 | 4  | 12 | -8 | 1   |
| 5    | Guiné*         | 6 | 0 | 0 | 0 | 0  | 0  | 0  | 0   |

|               | SAF | ZIM | BFA | MAW | GUI |
| ------------- | --- | --- | --- | --- | --- |
| África do Sul |     | 2-1 | 1-0 | 2-0 | -   |
| Zimbábue      | 0-2 |     | 1-0 | 2-0 | -   |
| Burkina Faso  | 1-1 | 1-2 |     | 4-2 | 2-3 |
| Malaui        | 1-2 | 0-1 | 1-1 |     | -   |
| Guiné         | -   | 3-0 | -   | 1-1 |     |

- A Guiné foi desqualificada durante a competição.